# Gamze Bulut
Gamze Bulut (ur. 3 sierpnia 1992 w Eskişehir) – turecka lekkoatletka specjalizująca się w biegach średnich oraz długich. 
W 2009 odpadła w eliminacjach biegu na 2000 metrów z przeszkodami podczas mistrzostw świata juniorów młodszych oraz zdobyła na tym dystansie brązowy medal festiwalu młodzieży Europy. Młodzieżowa mistrzyni Europy na 5000 metrów z Tampere (2013).
W 2010 i 2011 bez większych sukcesów startowała w przełajowych mistrzostwach Europy. Stawała na podium mistrzostw Bałkanów w przełajach – ma w dorobku jeden złoty medal (Darıca 2012 – klasyfikacja drużynowa U23). 
Medalistka mistrzostw Turcji. 
W 2017 roku została zdyskwalifikowana przez IAAF za nieprawidłowości w paszporcie biologicznym, a jej wyniki uzyskane od 2011 zostały anulowane. Odebrano jej tym samym srebrne medale zdobyte w 2012 roku w biegu na 1500 metrów podczas igrzysk olimpijskich w Londynie oraz mistrzostwach Europy w Helsinkach.
Rekordy życiowe: bieg na 1500 metrów – 4:03,42 (9 czerwca 2012, Stambuł); bieg na 3000 metrów z przeszkodami – 9:34,88 (19 maja 2012, Izmir).